# Ringo Starr & His All Starr Band Live 2006
Ringo Starr & His All Starr Band Live 2006 è un album dal vivo pubblicato nel 2008 dall'ex-Beatle Ringo Starr e la sua All-Starr Band. Fu registrato durante l'All-Starr Tour a Uncasville, nel Connecticut.
Oltre a Starr, le altre stelle sono Billy Squier, Edgar Winter, Hamish Stuart, Richard Marx, Rod Argent e Sheila E.
Questo particolare tour fu insolito per la rottura dei rapporti con il suo collaboratore da lungo tempo: Mark Hudson, che rifiutò di partecipare, aizzando i litigi e la separazione.

## Tracce
1. "Introduction"
  - include una versione di With A Little Help From My Friends (John Lennon/Paul McCartney) e It Don't Come Easy (Richard Starkey)
2. What Goes On (Lennon/McCartney/Starkey)
3. Honey Don't (Carl Perkins)
4. Everybody Wants You (Billy Squier)
5. Free Ride (Daniel Earl Hartman)
6. A Love Bizarre (Prince/Sheila Escovedo)
7. Don't Mean Nothing (Richard Marx/Bruce Gaitsch)
8. She's Not There (Rod Argent)
9. Yellow Submarine (Lennon/McCartney)
10. Frankenstein  (Edgar Winter)
11. Photograph (Richard Starkey/George Harrison)
12. Should've Known Better (Richard Marx)
13. The Glamorous Life (Sheila Escovedo)
14. I Wanna Be Your Man (Lennon/McCartney)
15. Rock Me Tonite (Billy Squier)
16. Hold Your Head Up (Rod Argent/Chris White)
17. Act Naturally (Johnny Russell/Voni Morrison)
18. With a Little Help from My Friends (Lennon/McCartney)